# モルフォトロピック相境界
モルフォトロピック相境界（モルフォトロピックそうきょうかい、Morphotropic phase boundary、MPB）とは、化合物の組成によって結晶構造が変化する境界のことである。多形相境界、組成相境界、結晶相境界などとも呼ばれる。
例えば、チタン酸鉛とジルコン酸鉛の混晶であるチタン酸ジルコン酸鉛(Pb(ZrxTi1-x)O3, PZT)では、Zr含有率xが0.52付近にMPBが存在し、x<0.52では正方晶、x>0.52では菱面体晶である。
PZTやマグネシウム酸ニオブ酸鉛-チタン酸鉛混晶(PMN-PT)などのペロブスカイト構造をとる強誘電体では、MPB付近で誘電率や圧電定数が極めて大きくなる。この性質を利用して高性能な圧電材料が開発されている。